# Daniel Lovinho
Daniel Lovinho (sinh ngày 9 tháng 1 năm 1989) là một cầu thủ bóng đá người Brasil.

## Sự nghiệp câu lạc bộ
Daniel Lovinho đã từng chơi cho Thespakusatsu Gunma và Kyoto Sanga FC.